# Rosa doluchanovii
Rosa doluchanovii — вид рослин з родини розових (Rosaceae).

## Опис
Це карликовий чагарник з густо запушеними стеблами та квітконосами.

## Поширення
Поширений у Грузії.